# 드미트로 타바치니크
드미트로 볼로디미로비치 타바치니크(우크라이나어: Дмитро Володимирович Табачник, 러시아어: Дмитрий Владимирович Табачник; 1963년 11월 26일 출생)는 러시아인이자 전 우크라이나의 정치인으로, 2010년부터 2014년까지 우크라이나 교육부 장관을 역임했다. 타바치니크는 유럽 연합에 의해 자산이 동결된 전 우크라이나 관리 중 한 명이며, 횡령 및 직권 남용 혐의로 우크라이나에서 수배 중이다. 도피자로 그는 이스라엘과 크림반도에 있을 것으로 추정되었다.
러시아의 우크라이나 침공이 진행되는 동안 타바치니크는 러시아가 점령한 자포리자주에서 러시아와 협력하는 인물로 다시 대중에 모습을 드러냈다.

## 경력
1986년 타바치니크는 키이우 대학교 역사학부를 졸업했다.
초기에는 국립 기록 보관소에서 콤소몰 키이우 지부의 자료 큐레이터로 일했다.
1990년 키이우 시의회 대표가 되었다. 1991년부터 1992년까지 그는 최고 라다 사무국에서 고문으로 일했다. 1993년부터 내각의 정보 및 언론을 담당했다.
1994년 레오니드 쿠치마의 우크라이나 대통령 선거 운동 위원회 위원장이 되었으나, 사회학적 데이터 조작 혐의를 받았다.
타바치니크는 1998년 3월부터 2003년 3월까지 노동 우크라이나 소속으로 국회의원이었다.
2002년 11월부터 2005년 2월까지 그는 제1차 야누코비치 내각에서 부총리를 역임했다. 2006년 4월부터 2007년 12월까지 타바치니크는 제2차 야누코비치 내각에서 부총리였다. 그는 2007년 우크라이나 총선 후 다시 지역당 의원이 되었다.
1996년 그는 심페로폴에서 러시아 국적자에 의해 저질러진 테러 행위에 대한 사형 선고와 관련하여 대법원에 영향력을 행사했다는 혐의를 받았다.
그는 불법적으로 대령 계급을 획득했기 때문에 의원직을 사임해야 했다.
1997년부터 1998년까지 그는 쿠치마 대통령의 고문이었다.
2002년부터 2005년까지 그는 빅토르 야누코비치 휘하의 우크라이나 부총리였다. 이 기간 동안 그는 이전에 르비우 기록 보관소에서 도난당했던 우크라이나 역사가 미하일로 흐루셰우스키의 편지들을 키이우의 우크라이나 기록 보관소에 기증하는 스캔들에 연루되었다.
2006년 3월, 그는 For Yanukovych! 블록의 대리인으로 크림 자치 공화국 최고 회의에 선출되었다.

### 우크라이나 교육부 장관
2010년 3월 11일, 아자로우 내각이 출범하고 타바치니크가 임명된 날, 전진하라, 우크라이나! 르비우 지부는 드미트로 타바치니크 교육부 장관 해임을 지지하는 서명 운동을 시작했다. 2010년 3월 17일, 우크라이나 가톨릭 대학교 행정부는 타바치니크가 교육부 장관으로 임명된 후 교육 분야의 상황에 대해 공개적으로 의견을 표명하도록 우크라이나 교육계에 호소했다. 그들에 따르면 "타바치니크는 우크라이나 지식인, 우크라이나어 및 우크라이나 문화를 노골적이고 공개적으로 모욕했으며, 우크라이나의 여러 지역 간에 적대감을 조장하고, 인류에 대한 범죄로 유럽 안보 협력 기구 의회에서 파시즘과 함께 비난받은 증오스러운 스탈린주의 정권을 옹호했으며, 그는 소비에트 전체주의 시대에 우크라이나 국민이 겪은 희생을 의심한다"고 했다. 2010년 3월 17일, 르비우에서 5,000명이 타바치니크 해임을 지지하는 집회를 열었다. 우크라이나를 위하여!의 지도자인 뱌체슬라우 키릴렌코는 집회에서 자신의 당이 타바치니크를 해임하기 위해 끊임없이 노력할 것이며, 우크라이나 의회에 타바치니크 해임을 요구하는 결의안을 제출했다고 밝혔다. 이 이니셔티브는 율리야 티모셴코 블록을 포함한 다른 야당 그룹의 지지를 받았다.
이러한 시위에 직면하여 타바치니크는 2010년 3월 17일 국가 역사에 대한 자신의 생각을 혼자 간직하겠다고 밝혔다. 타바치니크는 또한 이미 도입된 "진보적인 교육 개혁"(볼로냐 교육 시스템 및 "학생들의 지식을 객관적으로 측정하고 뇌물 없이 대학교에 입학할 수 있도록 보장하는 데 중요한 구성 요소"라고 주장하는 독립적인 시험)을 후퇴시키지 않겠다고 약속했다. 빅토르 야누코비치 대통령은 2009년에 시험 폐지를 공약으로 내세웠다. 2010년 3월 15일까지 그의 대리인 한나 헤르만은 시험이 폐지될 것이라고 주장했다. 헤르만은 또한 야누코비치가 3월 15일 타바치니크와 비공개로 만나 경고를 주었다고 밝혔다. "그는 대통령에게 자신의 개인적인 견해와 반우크라이나적 발언을 숨기고 의회와 내각이 승인한 교육 정책을 엄격히 따르겠다고 약속해야 했다. 그가 그 합의를 위반하면 대통령은 적절한 결정을 내릴 것이다."
2010년 3월 17일까지 서우크라이나의 4개 지역 의회는 장관 해임을 요구하는 결의안을 통과시켰다. 전국(남부 우크라이나의 헤르손과 동부 우크라이나의 도네츠크 포함)의 수많은 시민 및 학생 단체, 작가 및 전 소련 반체제 인사들도 그의 해임을 요구하는 청원서에 서명했다.
타바치니크는 자신에 대한 이러한 캠페인을 “마녀 사냥”이라고 일축하며 “내 기사가 마음에 들지 않는다면, 그것을 출판한 편집자들에게 항의해야 한다”고 말했다.
같은 시각, 일부 주요 우크라이나 단과대학 및 종합대학의 총장들과 우크라이나의 지식인 및 문화 지도자들은 드미트리 타바치니크를 지지하며 우크라이나 대통령, 총리, 최고 라다 의장에게 탄원했다. 그들은 타바치니크에 대한 공개적인 선전 캠페인을 “특정 정치 세력의 도박과 사변”이라고 불렀다. 성명서의 저자들은 과거 야누코비치 정부에서 부총리로서 타바치니크의 긍정적인 업무 결과를 상기시켰다.
2010년 3월 20일, 우크라이나 국영 TV 채널인 인테르는 황금시간대에 실시간 여론 조사를 실시하여 응답자들에게 타바치니크가 과학 교육부 장관 직위에 찬성하는지 반대하는지 질문했다. 결과는 67%가 찬성했고 33%가 사임해야 한다고 답했다. 약 30,000명의 응답자가 투표했다고 한다.
타바치니크를 과학 교육부 장관으로 지지하는 웹사이트가 만들어졌다. 이 웹사이트에는 "우크라이나 지식인, 대중 매체 및 비정부 기관 대표들의 드미트리 타바치니크의 우크라이나 교육과학부 장관직 지지를 위한 공개 서한"이 담겨 있다.

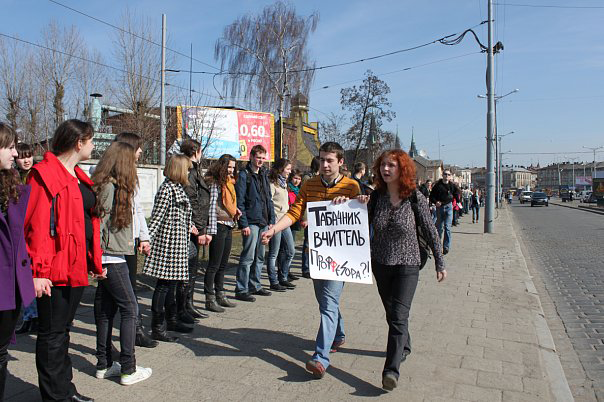
2010년 3월 23일, 르비우에서 5,000명이 넘는 학생들이 타바치니크의 임명에 반대하여 인간 사슬을 형성했다. 학생들은 새 장관에게 "성적"을 매긴 큰 검은 책을 손에서 손으로 넘겼다. 이 책은 전국 여러 대학을 거쳐 2010년 4월 초 타바치니크에게 전달될 예정이다. 타바치니크 반대 시위는 중부와 남부 우크라이나에서도 소규모로 일어났으며, 심지어 그의 지역당의 거점인 도네츠크에서도 일어났다.

빅토르 유셴코 전 대통령은 자신의 후임인 빅토르 야누코비치에게 타바치니크를 장관으로 임명하는 것을 경고하며 "이 장관은 고등 교육과 우크라이나 교육에 분열만 가져올 수 있다"고 말했다.
2010년 3월 19일, 크림 자치 공화국 최고 회의는 빅토르 야누코비치 대통령, 최고 라다 (우크라이나 의회), 그리고 내각에 타바치니크를 우크라이나 교육과학부 장관 직위에 유지하도록 요청했다. 반면 2010년 3월 25일까지 볼린주 의회(지방 의회), 르비우주 의회, 테르노필주 의회, 이바노프란키우스크주 의회, 리우네주 의회, 그리고 수미 시의회, 루츠크 시의회, 르비우 시의회는 이와 정반대의 요구를 하는 이들 기관에 탄원했다.
2010년 3월 27일, 2,000명이 넘는 학생들이 오데사에서 타바치니크를 지지하는 모임을 가졌다. 참가자들은 새 장관과 그의 부처의 개혁에 대한 지지를 보여주고 싶다고 선언했다.
3월 30일, 총 202명의 의원들이 타바치니크 해임 법안에 찬성표를 던졌으나, 필요한 226표에 미달했다. 같은 날 새로운 법안이 등록되었다. 우크라이나-인민자위 연합 소속의 비아체슬라프 키릴렌코 의원은 "이 사람이 우크라이나 교육계를 떠날 때까지 우리는 계속할 것이다"라고 말했다.
2010년 5월 13일, 타바치니크는 우크라이나와 러시아가 역사 교사를 위한 공통 교과서를 개발할 의향이 있다고 발표했다. 2010년 3월, 타바치니크는 우크라이나 역사 교과서에 "단순히 거짓된" 정보가 포함되어 있다고 말하며 재작성 의사를 밝혔다. 그는 또한 고등학교 역사, 문학 및 인문학 과목의 교과서를 직접 다시 읽겠다고 약속했다.
타바치니크는 2012년 우크라이나 총선에서 지역당의 선거 명부에서 11위에 올랐다. 그는 의회에 재선되었다.
2013년에 우크라이나 교육부는 러시아 혁명 이후 우크라이나, 우크라이나 민족주의자인 스테판 반데라와 로만 슈케비치 및 여러 소련 반체제 인사들을 "졸업생의 최소 필수 지식" 목록에서 삭제하고 그들을 소련 군사 지도자와 소련 공산당 당 활동가들로 대체했다.
2014년 2월 23일, 존엄의 혁명 직후, 최고 라다는 레오니드 코자라 외무장관과 타바치니크 교육부 장관을 해임했다.

### 러시아의 우크라이나 침공
2022년 11월, 타바치니크는 러시아의 우크라이나 침공 중 FSB 및 헤르손과 자포리자주의 러시아 점령 행정부와 협력한 혐의로 반역죄로 기소되었다. 2023년 1월, 그의 재산은 우크라이나 보안국 (SBU)에 의해 압류되었으며, 여기에는 5개 필지와 키이우에 있는 아파트의 절반이 포함되었다.
2023년 2월 4일, 볼로디미르 젤렌스키 대통령은 타바치니크의 우크라이나 시민권을 취소했다.
2023년 4월 27일, 러시아 정치 정당인 통합 러시아 웹사이트에 타바치니크가 이 당의 회원이며 2023년 러시아 지역 선거에 출마할 것이라고 주장하는 정보가 나타났다. 이 선거는 4개 점령된 우크라이나 주에서도 치러지는데, 이 주들은 2022년 9월 30일 불법적으로 합병되었다. 타바치니크는 러시아가 점령한 자포리자주의 대의원으로 출마할 예정이며 "자포리자주 중앙위원회 위원장의 고문"으로 등재되었다.
2023년 5월, SBU는 러시아의 우크라이나 침공이 시작된 후 타바치니크가 "러시아 정보 기관 대표와 함께 우크라이나에 대한 파괴 활동을 수행했다"고 발표했다. SBU에 따르면 그는 "헤르손과 자포리자 점령 지역에서 의사 국민 투표를 조직하는 데 적극적으로 참여했다". 그들은 또한 그가 "점령 지역의 교육 및 의료 산업을 침략국의 요구에 맞게 '재편성'하는 러시아의 임무를 수행했다"고 덧붙였다.

## 우크라이나 역사관
타바치니크는 서부 우크라이나인이 진정한 우크라이나인이 아니라는 주장을 포함하여 우크라이나의 역사에 대한 그의 견해 때문에 야당 정치인들에게 혐오감을 받는다. 2009년 러시아 신문 이즈베스티야에 기고한 기사에서 타바치니크는 다음과 같이 썼다. "할리치나 (서부 우크라이나인)는 정신, 종교, 언어, 정치 분야에서 위대한 우크라이나 사람들과 실질적으로 아무런 공통점도 없다" "우리는 다른 적과 다른 동맹을 가지고 있다. 게다가 우리의 동맹과 심지어 형제는 그들의 적이며, 그들의 '영웅'( 스테판 반데라, 로만 슈케비치)은 우리에게 살인자, 반역자, 히틀러 처형자의 조력자이다."
타바치니크는 또한 홀로도모르가 대량학살이 아니라고 부인하며, 정치적 동기로 외국 역사가들이 만들어낸 것이라고 생각한다.

## 정치적 견해
타바치니크는 러시아어 사용자의 권리 확대를 옹호해 왔으며, 일부 정치인들에게 혐오감을 받고 반우크라이나적이라는 낙인이 찍혔다.
아네르스 오슬룬드에 따르면 (2012년 10월) 타바치니크는 "우크라이나 교육의 실제 문제에 대해 거의 신경 쓰지 않았지만", 대신 "우크라이나 역사학을 소비에트화하고 러시아화를 촉진하려는 그의 노력에 가장 많은 관심이 쏠렸다." 오슬룬드는 또한 타바치니크의 "가장 큰 '개혁'은 일반 학교를 유럽 표준인 12학년에서 11학년으로 줄인 것이었으며, 이는 고 투르크멘바시가 조장한 파괴에서 영감을 받은 것으로 보인다"고 주장했다.

## 개인 생활
타바치니크는 레스야 우크라인카 국립 러시아 드라마 아카데미 극장의 배우 타티아나 나자로바와 결혼했다. 타바치니크는 기술 지식인 가정에서 태어났다. 그의 아버지 볼로디미르 이호로비치 타바치니크는 유대인으로, 1940년에 태어난 항공기 제조업 엔지니어(항공우주 엔지니어)였다. 그의 어머니 알라 빅토리브나 글리보바는 러시아인으로, 구조 엔지니어였다. 그녀는 1938년에 태어났다.

## 영예
- 타바치니크, 드미트리 블라디미로비치
- 야로슬라프 현공 훈장
- 보흐단 흐멜니츠키 훈장 3등급
- 이탈리아 공화국 공로 대십자장 (1996년 10월 28일).[42]
- 공로 훈장 대장 (포르투갈) (1998년 4월 16일)
- 리투아니아 대공 게디미나스 훈장 사령관 대십자장.[43]
- 폴란드 공화국 공로 훈장
- 성 사바 훈장[44]
- Medal "For Courage in a Fire" (USSR)